# Crépand
Crépand är en kommun i departementet Côte-d'Or i regionen Bourgogne-Franche-Comté i östra Frankrike. Kommunen ligger i kantonen Montbard som tillhör arrondissementet Montbard. År 2022 hade Crépand 317 invånare.

## Befolkningsutveckling
Antalet invånare i kommunen Crépand
Referens:INSEE